# Línea Roja (Tren Ligero de Dallas)
La Línea Roja (en inglés: Red Line) es una línea de ferrocarril del Tren Ligero de Dallas. La línea opera entre las estaciones Parker Road y Westmoreland.

## Estaciones
- Parker Road
- Downtown Plano
- CityLine/Bush
- Galatyn Park
- Arapaho Center
- Spring Valley
- LBJ/Central
- Forest Lane
- Walnut Hill
- Park Lane
- Lovers Lane
- Mockingbird
- Cityplace/Uptown
- Pearl/Arts District
- St. Paul
- Akard
- West End
- Union Station
- Cedars
- 8th & Corinth
- Dallas Zoo
- Tyler/Vernon
- Hampton
- Westmoreland